# Greg Plageman
Greg Plageman (...) è uno sceneggiatore e regista statunitense.
Ha lavorato come sceneggiatore e produttore per serie televisive procedurali quali NYPD - New York Police Department, Law & order - I due volti della giustizia e Cold Case. Dal 2011 al 2016 collabora con Jonathan Nolan alla serie Person of Interest come produttore esecutivo, sceneggiatore e per il penultimo episodio della quinta stagione anche come regista.
È stato annunciato che collaborerà nuovamente con Nolan alla serie The Peripheral in veste di produttore esecutivo e co-showrunner.

## Filmografia

### Sceneggiatore
- Beverly Hills 90210, 1 episodio (7x24)(1997)
- Settimo cielo, 5 episodi (2x04; 2x11; 2x18; 3x05; 3x15) (1997-1999)
- Secret Agent Man, 1 episodio (1x07) (2000)
- NYPD - New York Police Department, 9 episodi (10x04; 10x07; 10x13; 10x19; 11x04; 11x12; 11x17; 12x05; 12x15) (2002-2005)
- Law & Order - I due volti della giustizia, 1 episodio (16x05) (2005)
- Conviction, 1 episodio (1x03-1x09) (2006)
- Cold Case - Delitti irrisolti, 10 episodi (4x03; 4x12; 4x19; 5x06; 5x12; 6x06; 6x22; 6x23; 7x17; 7x22) (2006-2010)
- Chase, 2 episodi (1x02; 1x14) (2010-2011)
- Person of Interest, 12 episodi (1x02; 1x09; 1x23; 2x02; 2x20; 3x01; 3x13; 3x23; 4x01; 4x16; 4x22; 5x01; 5x12) (2011-2016)
- Taken, 2 episodi (2018)

### Produttore
- NYPD - New York Police Department, 25 episodi (2004)
- Law & Order - I due volti della giustizia, 14 episodi (2005-2006)
- Chase, 13 episodi (2010-2011)

### Produttore esecutivo
- Cold Case - Delitti irrisolti, 87 episodi (2006-2010)
- Person of Interest, 103 episodi (2011-2016)
- Taken, 10 episodi (2018)
- FBI, 9 episodi (2018-2019)

### Regista
- Person of Interest, episodi 5x12 (2016)